# Brief des Jeremia
| Schriftpropheten des Alten Testaments                                                                    |
| --- |
| Große Propheten                                                                                          |
| - Jesaja - Jeremia - Klagelieder Jeremias - Baruch mit Brief des Jeremia - Ezechiel - Daniel (+ Zusätze) |
| Kleine Propheten                                                                                         |
| - Hosea - Joel - Amos - Obadja - Jona - Micha - Nahum - Habakuk - Zefanja - Haggai - Sacharja - Maleachi |
| Namen nach dem ÖVBE Kursiv: Katholischer Deuterokanon                                                    |

| Bücher des Alten Testaments |
| --- |
| Pentateuch |
| - Genesis (1. Mose) - Exodus (2. Mose) - Levitikus (3. Mose) - Numeri (4. Mose) - Deuteronomium (5. Mose) |
| Geschichtsbücher |
| - Josua - Richter - Rut - 1. Samuel - 2. Samuel - 1. Könige - 2. Könige - 1. Chronik - 2. Chronik - Esra - Nehemia - Tobit (Tobias) - Judit - Ester + Zusätze - 1. Makkabäer - 2. Makkabäer                                                                        |
| Lehrbücher |
| - Ijob (Hiob) - Psalmen - Sprichwörter (Sprüche Salomos) - Kohelet (Prediger Salomo) - Hoheslied - Weisheit Salomos - Jesus Sirach |
| Propheten |
| „Große“ - Jesaja - Jeremia - Klagelieder Jeremias - Baruch mit Brief des Jeremia - Ezechiel (Hesekiel) - Daniel (+ Zusätze) „Kleine“ (Zwölfprophetenbuch) - Hosea - Joel - Amos - Obadja - Jona - Micha - Nahum - Habakuk - Zefanja - Haggai - Sacharja - Maleachi |
| - Namen nach dem ÖVBE, konsequent angewandt z. B. in der Einheitsübersetzung - Eingeklammerte Namen: ältere protestantische Tradition, als Ausnahme (neben ÖVBE) in der Lutherbibel - Kursiv: Deuterokanonische Schriften                                          |

Der Brief des Jeremia ist eine Schrift des hellenisierten palästinensischen Judentums. Sie entstand möglicherweise im 4. Jahrhundert v. Chr. und war Teil einiger griechischen Septuaginta-Handschriften. Sie gehört nicht zum hebräischen Tanach.
Der Brief des Jeremias ist in katholischen und evangelischen (in Ausgaben mit Apokryphen) Bibeln als Baruch 6 und in orthodoxen Bibeln als eigenes Buch enthalten.

## Geschichte
Es ist nicht bekannt, wann und unter welchen Umständen die Schrift entstand.
Sie setzt Texte über die babylonische Gefangenschaft aus dem 5. Jahrhundert. v. Chr. voraus und entstand möglicherweise im 4. Jahrhundert.
Der 2. Makkabäerbrief nimmt wahrscheinlich auf sie Bezug.
Die älteste erhaltene Handschrift ist das Papyrusfragment 7Q2 vom Toten Meer aus dem 1. Jahrhundert v. Chr.
Der Text ist nur in griechischer Sprache überliefert. Da er keine Hinweise auf eine hebräische Vorlage enthält, ist es möglich, dass er auf Griechisch verfasst wurde.
In den griechischen Septuaginta-Handschriften folgt der Brief des Jeremia auf die Klagelieder Jeremias
Hieronymus setzte den Text in seiner lateinischen Vulgata-Übersetzung aus dem 4. Jahrhundert als 6. Kapitel des Buches Baruch, zu dem er allerdings keine inhaltliche oder historische Beziehung hat.
Martin Luther nahm den Text nicht in seine Bibelausgaben auf, da er nicht Teil des hebräischen Tanach ist.

## Inhalt
Der Traktat wurde als Pseudepigraph zum Buch Jeremia verfasst und gibt sich einleitend als Anweisung dieses Propheten an die in das Babylonische Exil deportierten Jerusalemer Juden aus. Damit schließt er formal an die in Jer 29  überlieferte Korrespondenz an.
Wegen ihrer Sünden habe Gott die Juden nach Babel geführt, wo sie „für lange Zeit, bis zu sieben Generationen“ (6,2 ) bleiben müssten. Dort würden sie „Götterbilder aus Silber, Gold und Holz sehen, die man auf den Schultern trägt und die den Völkern Furcht einflößen“. Doch sie sollten sich davon nicht ergreifen lassen, sondern das 1. Gebot achten (6,5f ):
„Wenn ihr seht, wie die Menge sich vor und hinter ihnen niederwirft; sprecht vielmehr im Herzen: Herr, dir allein gebührt Anbetung. Denn mein Engel ist bei euch; er wird über euer Leben wachen.“
Der folgende Hauptteil warnt die Deportierten – tatsächlich also ihre seit gut 400 Jahre in der babylonischen Diasporagemeinde ansässigen Nachfahren – vor dem Abfall zu den glänzenden, äußerlich überlegenen Fremdgottheiten des babylonischen Kultes. Dabei verwendet er in zehn durch Stichworte miteinander verbundenen Abschnitten sarkastische Polemik gegen die babylonischen Götter, die er als unwirksame, zum Helfen unfähige Götzen verspottet; dabei ruft er immer wieder dazu auf, sie nicht zu fürchten und ihrem angeblichen Gottsein keinerlei Glauben zu schenken. Alle diese Götter, so wird ausführlich argumentiert, seien machtlose und vergängliche Werke der Menschen, die mit ihrer Nichtexistenz weder schaden noch nützen könnten. Der Brief schließt mit einer Art „Moral“ (6,68–72 ):
„So ist uns auf keine Weise sichtbar, dass sie Götter sind [...]. Besser ist also ein gerechter Mann, der keine Götterbilder hat, denn er ist sicher vor dem Gespött.“
Damit aktualisiert er das biblische Bilderverbot gegen die damals wohl akute Herausforderung durch den Hellenismus mit seinem kulturellen Pluralismus und Synkretismus. Dabei schließt er sprachlich und inhaltlich an biblische Götzenpolemik an, wie sie in Jes 44,9–20 , 46,5ff  und Jer 10,1–16 , aber auch in den Psalmen Ps 115,4–8  und 135,15–18  vorgeformt war. Diese Polemik hat weitere jüdische Schriften wie den Aristeasbrief, das Jubiläenbuch, und einige Autoren des Neuen Testaments beeinflusst. Stellen wie Röm 1,23 , 1 Thess 1,9 , 1 Joh 5,21  und Apg 14,15  setzen eventuell voraus, dass der Jeremiabrief den Urchristen bekannt war.